# Мать-Земля (журнал)
«Мать-Земля» (Mother Earth) — американский анархистский журнал, называвший себя «ежемесячником, посвящённым социальным наукам и литературе». Основанный в начале 1906 года и первоначально редактируемый Эммой Гольдман, анархистской активисткой из США, он публиковал статьи современных активистов и писателей из Европы и США, а также эссе исторических деятелей.

## История
Эмма Гольдман, известная политическая активистка в Соединённых Штатах, была первым редактором этого журнала, который она основала в начале 1906 года. Ей нужны были альтернативные средства общения с людьми, поскольку она устала от своих турне по стране с лекциями. Александр Беркман, другой известный анархист и её давний друг, занял пост редактора в 1907 году, через год после освобождения из тюрьмы. Он занимал эту должность до 1915 года. Он публиковал более длинные статьи американских и европейских писателей и активистов на различные анархистские темы, включая рабочее движение, образование, литературу и искусство, государственный и правительственный контроль, а также эмансипацию женщин и сексуальную свободу. Это был один из первых сторонников контроля над рождаемостью. Его подписчики и сторонники образовывали виртуальное «кто есть кто» среди левых радикалов в Соединённых Штатах в годы, предшествовавшие 1920 году.
В 1917 году Мать-Земля начала призывать противодействовать вступлению США в Великую войну и, в частности, призывать мужчин отказываться регистрироваться для призыва в армию или идти на военную службу. 15 июня 1917 года Конгресс принял Закон о шпионаже . Закон установил наказания за акты вмешательства во внешнюю политику США и шпионаж. Закон предусматривал крупные штрафы и тюремное заключение сроком до 20 лет для любого, кто препятствовал призыву в армию или поощрял «нелояльность» к правительству США. После того, как Голдман и Беркман продолжали выступать против призыва на военную службу, офисы Голдмана на Матери-Земле были тщательно обысканы агентами Министерства юстиции, и они конфисковали тома файлов и подробные списки подписки с Матери-Земли , а также журнал Беркмана «Взрыв».

В пресс-релизе Министерства юстиции США говорится:
Была конфискована телега с анархистскими записями и пропагандистскими материалами, в состав которой, как полагают, входит полный реестр друзей анархии в Соединённых Штатах. Была найдена прекрасно сохранившаяся картотека, которая, по мнению федеральных агентов, значительно упростит им задачу по идентификации лиц, упомянутых в различных книгах учёта и документах. Были также изъяты подписные листы «Матери-Земли» и «Взрыва», в которых содержится 10 тысяч имен.
«Мать-Земля» оставалась в ежемесячном обращении до августа 1917 года. Беркман и Гольдман были признаны виновными в нарушении Закона о шпионаже, поскольку они поощряли мужчин сопротивляться призыву. Суд лишил Гольдман гражданства после того, как лишили гражданства её мужа Кершнера. Вместе с 258 другими людьми Гольдман и Беркман были депортированы в Советский Союз на одном корабле в 1919 году.

## Участники
Ниже приводится неполный список современных авторов, чьи эссе или стихи были опубликованы в «Матери-Земле»:
- Макс Багинский
- Александр Беркман
- Максвелл Боденхайм
- Георг Грандес
- Луиза Брайант
- Вольтарина де Клер
- Джон Р. Корриел
- Джулия Мэй Кортни
- Патрик Колум
- Флойд Делл
- Уилл Дюрант
- Франциско Феррер Гуардия
- Рикардо Флорес Магон
- Уильям З. Фостер
- Эмма Гольдман
- Максим Горький
- Марта Грюнинг
- Болтон Холл
- Карл Садакичи Хартманн
- Кассиус Кук
- Пётр Кропоткин
- Эррико Малатеста
- Юджин О’Нил
- Элизе Реклю
- Рудольф Рокер
- Лев Толстой